# الرقابة (أسلم)

تعديل مصدري - تعديل

الرقابة هي إحدى قرى عزلة أسلم الشام بمديرية أسلم التابعة لمحافظة حجة، بلغ تعداد سكانها 201 نسمة حسب تعداد اليمن لعام 2004.